# Umberto II di Savoia (conte)
Umberto II di Savoia, detto il Rinforzato (Carignano, 1065 – Moûtiers, 19 ottobre 1103), è stato il sesto Conte di Savoia e Conte d'Aosta e Moriana e marchese d'Italia.
Il soprannome di Rinforzato può forse essere spiegato con la sua probabile statura prestante.

## Origine
Umberto, secondo lo storico Samuel Guichenon, nel suo Histoire généalogique de la royale maison de Savoie, era il figlio maschio primogenito del marchese di Torino, conte di Savoia e conte d'Aosta e Moriana, Amedeo II e di Giovanna di Ginevra, figlia del conte di Ginevra, Geroldo II e della moglie, Gisela.
Amedeo II di Savoia, sempre secondo Samuel Guichenon, era il figlio maschio secondogenito del Conte di Moriana, d'Aosta e del Chiablese, Oddone e della margravia di Torino e di Susa, Adelaide, che discendeva dalla famiglia degli Arduinici, e secondo Samuel Guichenon, era figlia del margravio di Torino e Susa, Olderico Manfredi II e della contessa Berta degli Obertenghi, che secondo lo storico Ludovico Antonio Muratori era figlia di Oberto II, margravio di Milano, di Tortona e di Genova.

## Biografia
Il 9 agosto 1078, suo zio, il marchese di Torino, conte di Savoia e conte d'Aosta e Moriana, Pietro I morì, come conferma lo storico C. W. Previté-Orton nel suo The early history of the house of Savoy (1000-1233); secondo lo storico e genealogista, ungherese, Szabolcs de Vajay, nel suo Estudios Genealogicos, Heraldicos Y Nobiliarios, quando parla della regina Berta d'Aragona, accenna che la morte di Pietro sia stata violenta (non consultato).
Alla morte di Pietro fu posta la questione della successione tra la figlia di Pietro, Agnese ed il fratello di Pietro, suo padre, Amedeo; pare che la questione fu risolta seguendo la legge salica, come accenna anche lo storico Domenico Carutti ne Il conte Umberto I (Biancamano) e il re Ardoino : ricerche e documenti; il successore di Pietro, nei suoi titoli fu il fratello, Amedeo II.
La morte di Pietro è confermata da due documenti del Peter der Zweite Graf von Savoyen, Markgraf in Italien, sein Haus und seine Lande, Vol. IV: il nº 17, in cui è asserito che il 26 ottobre 1078, Agnese è vedova di Pietro (Agnes filia Guilielmi Pictavensis comitis et relicta olim nob. marchionis Petri) ed il nº 18, inerente ad una donazione del 1079, fatta dalla madre, Adelaide di Susa, dove viene citatala nuora, Agnese, figlia di Guglielmo VII e vedova di Pietro I (Agnetis comitissæ, filiæ Wilelmi comitis et relictæ quondam Petri marchionis).
Il governo di suo padre, Amedeo II, fu solo nominale però, in quanto il governo rimase di fatto nelle mani della madre, la nonna di Umberto, Adelaide, tanto che lo storico francese, Victor Flour de Saint-Genis, nel suo Histoire de Savoie, cita Amedeo II col nome di Adelao (Amé II dit Adélaò).
Suo padre, Amedeo II, morì nel 1080 e venne inumato nella Cattedrale di San Giovanni di Moriana, in Savoia; le Regesta comitum Sabaudiae nel documento n° CC riportano la morte di Amedeo il 26 gennaio (VII Kal. Feb. ob. comes Amedeus de Sabaudia); ancora Victor Flour de Saint-Genis, nel suo Histoire de Savoie riporta la morte di Amedeo verso la fine del secolo, nel 1097 circa e, nella nota allegata, rammenta che vari storici hanno fissato la morte di Amedeo anche prima del 1080; infine rammenta che lo storico Franciscus Guillimanni, nel suo De Helvetia, indica Amedeo come uno dei partecipanti alla prima crociata al seguito del fratello del re di Francia, Filippo I, Ugo detto il Grande e Goffredo di Buglione.
Umberto, ancora bambino, succedette ad Amedeo II, nei suoi titoli, come Umberto II, sotto la reggenza della nonna, Adelaide, che governava i possedimenti italiani anche con Federico di Montbéliard, marito di sua nipote Agnese di Savoia (figlia di suo figlio Pietro I). La nonna riuscì ad ampliare i possedimenti italiani; infatti il Regesta comitum Sabaudiae riporta che nel 1091, lo stesso anno della morte della contessa Adelaide, nel mese di marzo, la città di Asti faceva parte del suo dominio. Anche l'imperatore Enrico IV riconobbe ad Adelaide il possesso di Asti (comitatum [Astensi] habuit et tenuit Adheledis comitissa). La morte di Adelaide è riportata dal Necrologium Scafhusenses, Bernoldi Chronicon Introduction il 19 dicembre 1091 (14 Kal Jan Adelheida Taurinensis comitissa obiit - 1091).
Ancora il Regesta comitum Sabaudiae riporta la morte di Adelaide nel dicembre del 1091, con due diversi necrologi: il 25 dicembre (VIII Kal Jan ob com Adalasia comitissa) e il 19 dicembre (Adelaida Taurinensis comitissa, 14 Kal Januarii obiit). Dopo la morte della nonna ad Umberto rimasero i possedimenti in Savoia, la contea d'Aosta e, nel marchesato di Torino, la valle di Susa; il resto del marchesato andò agli eredi Federico di Montbéliard ultimo marchese di Torino, che dovette subire l'invasione tedesca voluta dall'imperatore Enrico IV che, nel 1092, si riappropriò della Marca di Torino; il documento n° CCXXIII del Regesta comitum Sabaudiae, datato 1093, conferma l'avvenuta invasione della marca di Torino da parte dell'imperatore Enrico IV.
In contemporanea, anche il nipote di Adelaide (figlio della sorella Berta) Bonifacio del Vasto (che aveva sposato Alice, figlia di Pietro I di Savoia) invase le terre sabaude, rivendicando la padronanza sulla Marca di Torino. La discesa delle truppe tedesche pose fine alle pretese degli eredi di Federico, ma lasciò indebolito lo Stato di Umberto II. Bonifacio del Vasto fu sconfitto in seguito, durante una guerra contro Asti. Nelle Mémoires pour l'histoire ecclésiastiques des diocèses de Genève dello storico savoiardo, Joseph-Antoine Bessons si trovano tre documenti in cui Umberto viene citato:
- il n° 9, non datato, ma posteriore al 1091, inerente alla fondazione del priorato di Bellevaux nelle Bauges (Bellævalles dicitur, qui supra villam Boggarum), voluta dallo stesso Umberto (Humberto comite)[12]
- il n° 10, del 1094 circa, in cui Umberto (Humbertus comes et marchio) fece una donazione a un'abbazia del Genevese (in pago Gebennensi in valle…Alpis)[12]
- il n° 12, del 1097, che viene controfirmato anche da Umberto (Humbertus comes)[12].

Il documento n° XXXVIII del Il conte Umberto I (Biancamano) e il re Ardoino : ricerche e documenti riporta di una donazione di Umberto, che si definisce figlio di Amedeo (Ubertus filii qda Amedo), alla chiesa di Santa Maria d'Ivrea, del 1094; questa donazione (donationem facio Ecclesiae S. Mariae Eporediae) di Umberto (Ego Ubertus, filius quondam Amedeo) si trova anche confermata dal documento n° 21 del Peter der Zweite, Graf von Savoyen, Markgraf in Italien.
Un'altra donazione fatta ad un monastero di Pinerolo da Umberto (Ubertus comes, filius quondam Amedei), viene riportata dal documento n° 22 sempre del Peter der Zweite, Graf von Savoyen, Markgraf in Italien. Umberto II tenne un governo deciso a riconquistare le terre perdute durante le invasioni. Tuttavia si spense ancora in giovane età, senza mai riuscire a riconquistare i domini che furono della nonna. Fu il primo conte di Savoia a farsi anche chiamare conte di Moriana e marchese d'Italia; nel documento n° CCXXV del Regesta comitum Sabaudiae, Umberto si definisce (Umbertus Maurianensis comes et Italiae marchio).
Altri documenti del Regesta comitum Sabaudiae, testimoniano la presenza e l'attività di Umberto tra il 1098 ed il 1103. Nonostante i numerosi territori persi riuscì a porre sotto la sua autorità la Val di Susa, importantissima per il controllo dei traffici della Via Francigena attraverso il Moncenisio. Questo gli permise di impiantare a Susa la prima zecca sabauda e di coniare i denarii segusini. Umberto morì nel 1103; il documento n° CCXLIV del Regesta comitum Sabaudiae riporta la morte di Umberto (Humbertus comes Maur.) il 19 settembre, e venne sepolto nella cattedrale di Moûtiers, in Savoia, all'ingresso della Tarantasia. A Umberto succedette il figlio maschio primogenito Amedeo.

## Matrimonio e discendenza
Umberto aveva sposato Gisella o Giselda (o Gisla, o Gisèle, o Gilles, o Wille) figlia del Conte Guglielmo I di Borgogna, come viene indirettamente confermata dalla lettera del fratello di Gisella, il futuro, Papa Callisto II, Guido, arcivescovo di Vienne (Guido Viennensis archiepiscopus); dopo essere rimasta vedova, Gisella, nel 1105, sposò, in seconde nozze il marchese Ranieri I del Monferrato, a cui diede sei figli.
Umberto da Gisella ebbe 7 figli:
- Amedeo (1095-1148), che gli succedette come Conte di Savoia e Conte d'Aosta e Moriana[8],
- Guglielmo[8] († 1130), che divenne vescovo di Liegi[1]
- Rinaldo († dopo il 1150), ecclesiastico[1], citato assieme al fratello Amedeo (Dominus Amedeus comes et marchio et frater eius Raynaldus) nel documento n°19 delle Mémoires pour l'histoire ecclésiastiques des diocèses de Genève[20]
- Umberto[8] († 1131), senza discendenza[1]
- Adelaide, che sposò Luigi VI, re di Francia, e in seconde nozze, Matteo I di Montmorency[1].
- Guido, abate a Namur e canonico a Liegi[1]
- Agnese († dopo il 1180), che sposò Arcimbaldo VII, signore di Borbone[1].

## Ascendenza
|                       |                      |                      | Genitori                        |  |  | Nonni |  |  | Bisnonni             |  |  | Trisnonni |  |
|                       |                      |                      |                                 |  |  |       |  |  | Umberto I Biancamano |  |  | …         |  |
|                       |                      |                      |                                 |  |  |       |  |  | Umberto I Biancamano |  |  | …         |  |
|                       |                      | …                    |                                 |  |  |       |  |  | Umberto I Biancamano |  |  |           |  |
| Oddone di Savoia      |                      |                      |                                 |  |  |       |  |  | Umberto I Biancamano |  |  |           |  |
|                       |                      | Ancilla del Vallese  | …                               |  |  |       |  |  |                      |  |  |           |  |
|                       |                      | Ancilla del Vallese  | …                               |  |  |       |  |  |                      |  |  |           |  |
|                       |                      | Ancilla del Vallese  | …                               |  |  |       |  |  |                      |  |  |           |  |
| Amedeo II di Savoia   |                      | Ancilla del Vallese  |                                 |  |  |       |  |  |                      |  |  |           |  |
|                       |                      | Olderico Manfredi II | Olderico Manfredi I             |  |  |       |  |  |                      |  |  |           |  |
|                       |                      | Olderico Manfredi II | Olderico Manfredi I             |  |  |       |  |  |                      |  |  |           |  |
|                       |                      | Olderico Manfredi II | Prangarda di Canossa            |  |  |       |  |  |                      |  |  |           |  |
| Adelaide di Susa      |                      | Olderico Manfredi II |                                 |  |  |       |  |  |                      |  |  |           |  |
|                       |                      | Berta di Milano      | Oberto II (Margravio di Milano) |  |  |       |  |  |                      |  |  |           |  |
|                       |                      | Berta di Milano      | Oberto II (Margravio di Milano) |  |  |       |  |  |                      |  |  |           |  |
|                       |                      | Berta di Milano      | …                               |  |  |       |  |  |                      |  |  |           |  |
| Umberto II di Savoia  |                      | Berta di Milano      |                                 |  |  |       |  |  |                      |  |  |           |  |
|                       | Geroldo I di Ginevra | Alberto I di Ginevra |                                 |  |  |       |  |  |                      |  |  |           |  |
|                       | Geroldo I di Ginevra | Alberto I di Ginevra |                                 |  |  |       |  |  |                      |  |  |           |  |
|                       | Geroldo I di Ginevra | Eldegarde di Ginevra |                                 |  |  |       |  |  |                      |  |  |           |  |
| Geroldo II di Ginevra | Geroldo I di Ginevra |                      |                                 |  |  |       |  |  |                      |  |  |           |  |
|                       |                      | Berta ?              | Bertoldo ?                      |  |  |       |  |  |                      |  |  |           |  |
|                       |                      | Berta ?              | Bertoldo ?                      |  |  |       |  |  |                      |  |  |           |  |
|                       |                      | Berta ?              | …                               |  |  |       |  |  |                      |  |  |           |  |
| Giovanna di Ginevra   |                      | Berta ?              |                                 |  |  |       |  |  |                      |  |  |           |  |
|                       |                      | …                    | …                               |  |  |       |  |  |                      |  |  |           |  |
|                       |                      | …                    | …                               |  |  |       |  |  |                      |  |  |           |  |
|                       |                      | …                    | …                               |  |  |       |  |  |                      |  |  |           |  |
| Gisella di Borgogna   |                      | …                    |                                 |  |  |       |  |  |                      |  |  |           |  |
|                       |                      | …                    | …                               |  |  |       |  |  |                      |  |  |           |  |
|                       |                      | …                    | …                               |  |  |       |  |  |                      |  |  |           |  |
|                       |                      | …                    | …                               |  |  |       |  |  |                      |  |  |           |  |
|                       |                      | …                    |                                 |  |  |       |  |  |                      |  |  |           |  |

### Fonti primarie
- Cartulaire de l'abbaye de Saint-André-Le-Bas-de-Vienne1
- Monumenta Germaniae Historica, Scriptores (in Folio) (SS), tomus V
- Monumenta Germaniae Historica, Diplomata Heinrichs IV (1077 - 1106)
- Le carte della prevostura d'Oulx raccolte e riordinate cronologicamente fino al 1300
- (IT, LA)  Il conte Umberto I (Biancamano) e il re Ardoino : ricerche e documenti
- Regesta comitum Sabaudiae
- Antiquitates Italicæ medii ævi
- Peter der Zweite, Graf von Savoyen, Markgraf in Italien
- Mémoires pour l'histoire ecclésiastiques des diocèses de Genève
- De Helvetia

### Letteratura storiografica
- Histoire de Savoie, d'après les documents originaux,... par Victor ... Flour de Saint-Genis. Tome 1
- Histoire généalogique de la royale maison de Savoie, justifiée par titres, ..par Guichenon, Samuel
- (EN)  The early history of the house of Savoy (1000-1233)